# Стародавній Близький Схід
Стародавній Близький Схід був домівкою ранніх цивілізацій на території, яка приблизно відповідає сучасному Близькому і Середньому Сходу: Межиріччя (сучасний Ірак, південно-східна Туреччина, південно-західний Іран, північний схід Сирії і Кувейт), стародавній Єгипет, стародавній Іран (Елам, Мідія, Парфія і Персія), Анатолія/Мала Азія і Вірменське нагір'я (турецька Східна Анатолія, Вірменія, північний захід Ірану, південна Грузія і західний Азербайджан), Левант (сучасна Сирія, Ліван, Палестина, Ізраїль і Йорданія), Кіпр і Аравійський півострів.
Стародавній Близький Схід вивчається дисциплінами близькосхідної археології та стародавньої історії.
Історія Стародавнього Сходу починається з підйому Шумеру в 4 тисячолітті до н. е., а дата його закінчення змінюється: період охоплює від епохи бронзи та залізної доби в цьому регіоні до завоювання Ахеменідською державою в 6 столітті до н. е. або Александром Македонським в 4 столітті до н. е.
Стародавній Близький Схід є однією з колисок цивілізації. Саме тут вперше почало практикуватись інтенсивне цілорічне сільське господарство, що призвело до виникнення перших щільних міських поселень і розвитку багатьох знайомих інститутів цивілізації, таких як соціальна стратифікація, централізована влада і імперії, організована релігія та організована війна. Тут також було створено першу писемність і звід законів, ранні досягнення, які заклали основи астрономії і математики, і винайдено колесо.
Протягом цього періоду, держави ставали все більшими, аж до моменту, коли регіон почали контролювати мілітаристські імперії, які завоювали цілий ряд різних культур.

## Концепція Близького Сходу

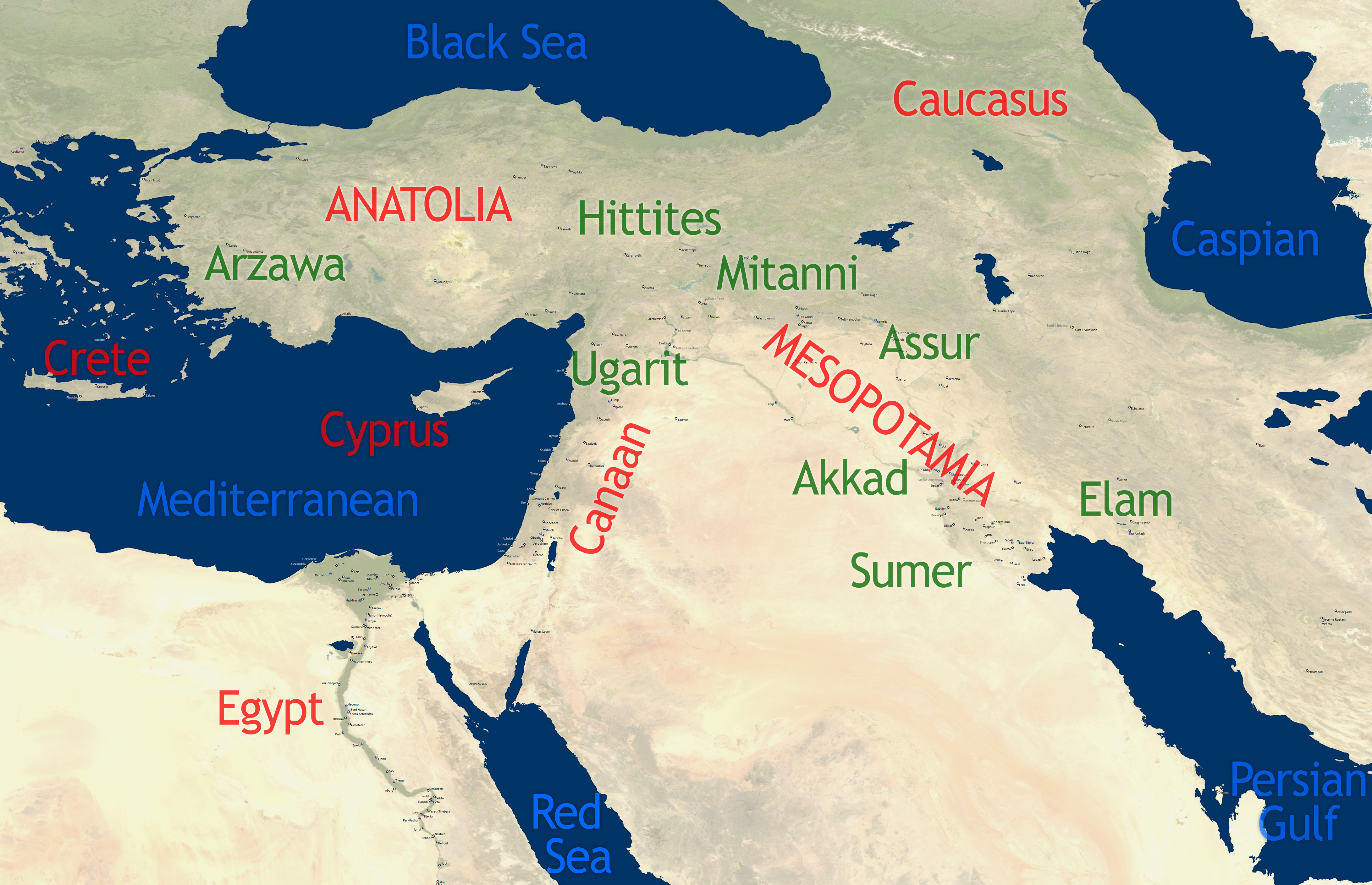
Оглядова карта стародавнього Близького Сходу

Фраза «стародавній Близький Схід» використовує розподіл 19-го століття між Близьким Сходом і Далеким Сходом як регіонів світу, що мали інтерес для Британської імперії. Вирізняти їх почали під час Кримської війни. Останнім значним розподілом Сході суто між цими двома поняттями була течія в дипломатії наприкінці 19-го століття, з Гамідійською різнею вірмен і ассирійців в Османській імперії 1894—1896 рр. і японо-ціньською війною 1894—1895 рр. Ці два театри подій були описані державними діячами та радниками Британської імперії як «Близький Схід» і «Далекий Схід». Незабаром після, з них було виділено Середній Схід, і цей розподіл на три частини став переважати в 20 столітті і триває у наш час.. В цей час Британська і Російська імперії змагалися за вплив у Центральній Азії, суперництво, яке стало знане як Велика гра. Мехен пояснив не тільки стратегічне значення регіону, але і, зокрема, його центру, в Перській затоці. Він назвав території, що оточують Перську затоку, Середнім Сходом, і сказав, що після Суецького каналу, це було найважливішою для Великої Британії територією для контролю, щоб стримувати росіян від просування до Британської Індії
Оскільки під Близьким Сходом розумілись землі Османської імперії приблизно в її максимальному ступені, після падіння цієї імперії, використання терміна Близький Схід в англомовній дипломатії значно скоротилось на користь Середнього Сходу. Між тим, термін «стародавній Близький Схід» став більш окресленим. Османське панування на Близькому Сході простягалось від Відня (на півночі) до вершини Аравійського півострова (на півдні), від Єгипту (на заході) до кордонів Іраку (на сході). У 19-му столітті археологи додали Іран до їх визначення, який ніколи не був під Османами, але відкинули всю Європу і, як правило, Єгипет, які були в імперії.

## Періодизація
Періодизація стародавнього Близького Сходу — це спроба класифікувати або поділити час на окремі іменовані блоки, або епохи, Близького Сходу. Результатом є описова абстракція, яка забезпечує зручне розуміння періодів розвитку Близького Сходу з відносно стабільними характеристиками.
| Мідна доба                           | Енеоліт (4500 — 3300 до н. е.)      | Ранній енеоліт        | 4500 — 4000 до н. е. | Період Убаїд у Межиріччі |
| Мідна доба                           | Енеоліт (4500 — 3300 до н. е.)      | Пізній енеоліт        | 4000 — 3300 до н. е. | Гасульська культура, шумерська культура Урук в Межиріччі, Герзейська культура, Протодинастичний Єгипет, Прото-Елам           |
| Бронзова доба (3300 — 1200 до н. е.) | Рання бронза (3300 — 2000 до н. е.) | Рання бронзова доба I | 3300 — 3000 до н. е. | Від протодинастичного до раннього династичного періоду Єгипту, поселення фінікійців                                          |
| Бронзова доба (3300 — 1200 до н. е.) | Рання бронза (3300 — 2000 до н. е.) | Рання бронза II       | 3000 — 2700 до н. е. | Ранній династичний період Шумеру                                                                                             |
| Бронзова доба (3300 — 1200 до н. е.) | Рання бронза (3300 — 2000 до н. е.) | Рання бронза III      | 2700 — 2200 до н. е. | Стародавнє царство (Стародавній Єгипет), Аккадська імперія, рання Ассирія, старий еламський період, шумеро-аккадські держави |
| Бронзова доба (3300 — 1200 до н. е.) | Рання бронза (3300 — 2000 до н. е.) | Рання бронза IV       | 2200 — 2100 до н. е. | Перший перехідний період (Стародавній Єгипет)                                                                                |
| Бронзова доба (3300 — 1200 до н. е.) | Середня бронза (2000—1550 BC)       | Середня бронза I      | 2100 — 2000 до н. е. | Третя династія Уру |
| Бронзова доба (3300 — 1200 до н. е.) | Середня бронза (2000—1550 BC)       | Середня бронза II A   | 2000 — 1750 до н. е. | Мінойська цивілізація, рання Вавилонія, Середнє царство (Стародавній Єгипет)                                                 |
| Бронзова доба (3300 — 1200 до н. е.) | Середня бронза (2000—1550 BC)       | Середня бронза II B   | 1750 — 1650 до н. е. | Другий перехідний період (Стародавній Єгипет)                                                                                |
| Бронзова доба (3300 — 1200 до н. е.) | Середня бронза (2000—1550 BC)       | Середня бронза II C   | 1650 — 1550 до н. е. | Хеттське Старе царство, Мінойське виверження                                                                                 |
| Бронзова доба (3300 — 1200 до н. е.) | Пізня бронза (1550—1200 BC)         | Пізня бронза I        | 1550 — 1400 до н. е. | Хеттське Середнє царство, Хаяса-Аззі, Середній еламський період, Нове царство (Стародавній Єгипет)                           |
| Бронзова доба (3300 — 1200 до н. е.) | Пізня бронза (1550—1200 BC)         | Пізня бронза II A     | 1400 — 1300 до н. е. | Хеттське Нове царство, Мітанні, Хаяса-Аззі, Угарит, Мікенська цивілізація                                                    |
| Бронзова доба (3300 — 1200 до н. е.) | Пізня бронза (1550—1200 BC)         | Пізня бронза II B     | 1300 — 1200 до н. е. | Середня Ассирійська імперія, початок розквіту фінікійців                                                                     |
| Залізна доба (1200—539 BC)           | Залізна доба I (1200—1000 BC)       | Залізна доба I A      | 1200 — 1150 до н. е. | Троя VII, виверження Гекла 3, Катастрофа бронзової доби, Народи моря                                                         |
| Залізна доба (1200—539 BC)           | Залізна доба I (1200—1000 BC)       | Залізна доба I B      | 1150 — 1000 до н. е. | Новохеттські держави, Новоеламський період, Арамейські держави                                                               |
| Залізна доба (1200—539 BC)           | Залізна доба II (1000—539 BC)       | Залізна доба II A     | 1000 — 900 до н. е.  | Темні століття у Греції, традиційна дата Ізраїльського царства                                                               |
| Залізна доба (1200—539 BC)           | Залізна доба II (1000—539 BC)       | Залізна доба II B     | 900-700 до н. е.     | Ізраїльське царство, Урарту/Вірменія, Фригія, Новоассирійська імперія, Царство Юди, перше поселення Карфагену                |
| Залізна доба (1200—539 BC)           | Залізна доба II (1000—539 BC)       | Залізна доба II C     | 700 — 539 до н. е.   | Нововавилонське царство, Мідія, падіння Новоассирійської імперії, Архаїчна Греція, Ахаменідська Фінікія, підйом Персії       |

## Історія

### Передісторія
- Палеоліт
- Епіпалеоліт і мезоліт
  - Кебаранська культура
  - Натуфійська культура
- Докерамічний неоліт А
- Докерамічний неоліт Б
- Докерамічний неоліт С
- Керамічний неоліт

### Енеоліт

#### Рання Месопотамія
Період Урук (прибл. 4000 до 3100 р. до н. е.) існував від протоісторичного енеоліту до ранньої бронзової доби в історії Месопотамії, після періоду Убаїд. Названий на честь шумерського міста Урук, цей період побачив появу міського життя в Месопотамії. За ним пішла Шумерська цивілізація. В кінці періоду Урук (34-32 ст. до н. е.) відбувалася поступова поява клинописного письма і він відповідає ранній бронзовій добі.

### Бронзова доба

#### Рання бронзова доба

##### Шумер і Аккад
Шумер, розташований в Південній Месопотамії, є найбільш ранньою з відомих цивілізацій у світі. Він існував з першого поселення Еріду в період Убаїд (кінець 6-го тисячоліття до н. е.), протягом періоду Урук (4 тис. до н. е.) і династичних періодів (3 тисячоліття до н. е.) та до появи Ассирії й Вавилону наприкінці 3-го тисячоліття до н. е. і на початку 2-го тисячоліття до н. е. відповідно. Аккадська Імперія, заснована Саргоном Великим, існувала у 24-21-му столітті до н. е. і багатьма вважається першою в світі імперією. Аккадці, в кінцевому рахунку, розкололися на Ассирію та Вавилонію.

##### Елам
Стародавній Елам знаходився на схід від Шумера і Аккаду, на крайньому заході і південному заході сучасного Ірану, простягнувшись від низовини Хузестан і остану Ілам. У Старому Еламському періоді, бл. 3200 р. до н. е., він складався з князівств на Іранському нагір'ї, з центром в Аншані, а з середини 2-го тисячоліття до н. е. він центрувався довкола Сузи в низовині Хузестан. Елам був поглинений Ассирійською імперією в 9-7-му століттях до н. е.; однак, цивілізація пережила аж до 539 р. до н. е., коли він був остаточно захоплений іранськими персами.
Протоеламська цивілізація існувала від бл. 3200 до н. е. до 2700 р. до н. е., коли Сузи, пізніше столиця еламітів, почала зазнавати впливу культур Іранського нагір'я. В археологічному плані це відповідає пізньому періоду Банеш. Ця цивілізація визнається найстарішою в Ірані і переважно сучасною своєму сусіду, Шумерській цивілізації. Протоеламське письмо — система письма ранньої бронзової доби, яка недовго використовувалась для стародавньої еламської мови (яка була ізольованою) до введення еламського клінопису.

##### Амореї
Амореї були кочовим семітським народом, які займали територію на захід від Євфрату з другої половини 3-го тисячоліття до нашої ери. У найбільш ранніх шумерських пам'ятках, починаючи приблизно з 2400 р. до н. е., земля амореїв («земля Мар.ту») пов'язана з заходом, в тому числі Сирією і Ханааном, хоча їх прабатьківщиною могла бути Аравія. В кінцевому підсумку вони оселилися в Месопотамії і правили Ісіном, Ларсою і пізніше Вавилоном.

#### Середня бронзова доба
- Ассирія, переживши короткий період Мітаннійського панування, стала великою державою від початку панування Ашшур-убалліта І (в 1365 р. до н. е.) до смерті Тукульті-апал-Ешарра I (в 1076 році до нашої ери). Протягом цього періоду Ассирія конкурувала з Єгиптом і панувала над значною частиною Близького Сходу.
- Вавилонія, заснована як держава аморейських племен, протягом 435 років перебувала під владою Каситів. В цей період народ стагнував і Вавилонія часто опинялася під ассирійським або еламським пануванням.
- Ханаан: Угарит, Кадеш, Мегіддо, Ізраїльське царство
- Хетська імперія була заснована через деякий час після 2000 року до н. е. і існувала як велика держава, домінуючи в Малій Азії і Леванті до 1200 р. до н. е., коли вона спочатку була захоплена фригійцями, а потім привласнена Ассирією.

#### Пізня бронзова доба
Хурити жили в північній Месопотамії і території на схід і захід від неї починаючи приблизно з 2500 року до нашої ери. Вони, ймовірно, мали прабатьківщину на Кавказі і прийшли з півночі, але це не точно. Їхня відома домівка була зосереджена на Субарту, в долині річки Хабур, і пізніше вони зарекомендували себе як правителі маленьких королівств в Північній Месопотамії і Сирії. Найбільшим і найбільш впливовим хуритським царством було Мітанні. Хурити відіграли помітну роль в історії хетів.
Ішува (Ishuwa, Išuwa) було стародавнім царством в Анатолії. В класичний період земля була частиною Вірменії. Ішува було одним з місць, де сільське господарство почалося на дуже ранній стадії неоліту. Міські центри виникли у верхів'ях долини річки Євфрату близько 3500 року до нашої ери. Перші держави започаткувалися в третьому тисячолітті до нашої ери. Назва Ішува не відома до писемного періоду другого тисячоліття до нашої ери. Знайдено дуже мало писемних джерел з Ішуви і основний матеріал про нього походить з хеттських текстів, царство яких лежало на захід від Ішува. Хети були ненадійним сусідом — хеттський цар Хаттусілі I (бл.1600 до н. е..), за переказами, направив свою армію через Євфрат і зруйнував там міста. Це добре узгоджується з шарами обпалених руїн, виявленими археологами на території міст Ішува приблизно того ж датування. Після падіння Хетської імперії на початку 12 століття до н. е. у Ішува з'явилася нова держава. Місто Малатья стало центром одного з так званих новохетських царств. Рух кочових народів міг послабити царство Малатья до остаточного ассирійського вторгнення. Занепад населених пунктів і культури в Ішуві від 7-го століття до н. е. до Римського періоду був, ймовірно, викликаний цим переселенням народів. На цій території пізніше поселилися вірмени, оскільки вони були вихідці з Вірменського нагір'я і родичами колишніх мешканців Ішува.
Кіззуватна — це назва стародавнього царства другого тисячоліття до нашої ери. Воно було розташоване у горах південно-східної Анатолії, недалеко від затоки Іскендерун в сучасній Туреччині. Воно охоплювало Таврські гори та річку Джейхан. Центром царства було місто Кумманні, розташоване в горах. В більш пізню епоху той же регіон був знаний як Кілікія.
Лувійська — це вимерла мова анатолійської гілки індоєвропейської мовної сім'ї. Носії цієї мови поступово поширились Анатолією і стали одним з чинників, що зумовили падіння, після бл. 1180 до н. е., Хетської Імперії, де вона вже була широко поширена. Лувійською мовою розмовляли в новохеттських державах Сирії, таких як Мелід і Каркемиш, а також в царстві Табала центральної Анатолії, яке процвітало приблизно 900 року до нашої ери. Лувійська мова збереглася у двох формах, названими за системами письма, використовуваними для її представлення: клинописна лувійська та ієрогліфічна лувійська.
Марі було древнім містом шумерів і аморитів, розташованим за 11 кілометрів на північний захід від сучасного міста Абу-Камаль на західному березі Євфрату, приблизно за 120 км на південний схід від Дейр-ез-Зор, Сирія. Воно, як вважають, було заселене починаючи з 5 тисячоліття до н. е., хоча процвітало від 2900 до н. е. до 1759 р. до н. е., коли було розграбоване Хаммурапі.
Мітанні було хуритським царством в Північній Месопотамії від бл. 1500 р. до н. е., і на піку своєї могутності у 14-му столітті до н. е. охоплювало те, що сьогодні є південним сходом Туреччини, північною Сирією і північним Іраком (приблизно відповідає Курдистаном), з центром довкола столиці Вашуканні, чиє точне місце ще не визначено археологами. Вважається, що це царство було феодальною державою, якою управляла військова шляхта індо-арійського походження, що вторглися в регіон Леванту колись протягом 17-го століття до н. е.; їх вплив видимий в мовній суперстраті в мітаннійських записах. Поширення в Сирію особливого типу кераміки, який асоціють з куро-аракською культурою, пов'язують з цим переміщенням, хоча його датування дещо зарано.
Ямхад був древнім аморейським царством, в якому оселилося суттєве хурритське населення, і їх культура вплинула на цю територію. Царство було могутнім в середині бронзової доби, бл. 1800—1600 рр. до нашої ери. Його найбільшим суперником було Катна далі на південь. Ямхад був остаточно зруйнований хеттами в 16 столітті до нашої ери.
Арамеї були семітські (західно-семітська мовна група) напівкочові скотарі, які жили у верхній Месопотамії і Сирії. Арамеї ніколи не мали єдиної імперії; вони були розділені на незалежні царства по всьому Близькому Сходу. Але саме арамеям вдалося поширити свою мову і культуру всьому Близькому Сходу і за його межами, чому сприяло частково масове переселення під впливом імперій, які змінювали одна одну, включаючи ассирійців і вавилонян. Вчені навіть використовували термін «арамеїзація» для ассиро-вавилонських народів, мов і культур, які стали арамейськомовними.
«Народи моря» — це термін, використовуваний для конфедерації морських нападників другого тисячоліття до н. е., які припливли до східного узбережжя Середземного моря, викликали політичні заворушення, і спробували підкорити єгипетську територію в кінці XIX-ї династії, і особливо в рік 8 Рамсеса III з XX-ї династії. Єгипетський фараон Мернептах чітко називає їх терміном «іноземні країни (або народи) моря» на його Великому карнакському написі. Хоча деякі вчені вважають, що вони «вторглися» на Кіпр, до Хатті і в Левант, ця гіпотеза є спірною.

##### Катастрофа бронзової доби
Колапс або катастрофа бронзової доби — назва періоду, дана тими істориками, які бачать перехід від пізньої бронзової доби до ранньої залізної доби як насильницький, раптовий і руйнівний для культур, що було виражене розпадом палацових економік Егейського моря і Анатолії, які були замінені після перерви ізольованими сільськими культурами Темних віків стародавнього Близького Сходу. Катастрофа бронзової доби може розглядатися в контексті технологічної історії, яка побачила повільне, порівняно безперервне поширення в регіоні технології роботи з залізом, починаючи з ранньої обробки заліза на території сучасної Румунії в 13-му і 12-му століттях до н. е. Культурний розпад Мікенських царств, хеттського царства в Анатолії та Сирії, і єгипетського царства в Сирії та Ізраїлі, з розрізанням на віддалених торгових контактів і раптове падіння грамотності стались між 1206 і 1150 рр. до нашої ери. На першому етапі цього періоду майже кожне місто між Троєю і Газою було жорстоко знищене, і часто залишилось незайнятим після того (наприклад, Хаттусас, Мікени, Угарит). Поступовий кінець Темних століть знаменував підйом оседлих Новосеттського та Арамейського царств середини 10-го століття до н. е. і розквіт Новоассирійської імперії.

### Залізна доба
Протягом ранньої залізної доби, від 911 до н. е., виникла Новоассирійська імперія, яка боролась з Вавилонією та іншими меншими державами за панування в регіоні, хоча до реформ Тіглатпаласара III в 8-му столітті до н. е., вона не стала потужною і великою імперією. У центрі Ассирійського періоду пізньої бронзи, Ассирія була царством північної Месопотамії (сучасний північний Ірак), змагаючись за домінування з його суперником у південній Месопотамії — Вавилонією. У 1365—1076 рр. до н. е. вона була великої імперської владою, змагаючись з Єгиптом і Хеттською імперією. Починаючи з кампанії Ададнерарі II, вона стала величезною імперією, поваливши XV-ту династію Єгипту і завоювавши Єгипет, Середній Схід, і великі смуги Малої Азії, стародавнього Ірану, Кавказу і східного Середземномор'я. Деякі вчені, такі як Річард Нельсон Фрай, вважають Новоассирійську імперію першою справжньою імперією в людській історії. У цей період арамейська мова була оголошена офіційною мовою імперії, поряд з аккадською.
Держав новохеттських царств були лувийсько-, арамейсько- і фінікійсько-мовними політичними утвореннями північної Сирії і південної Анатолії часів Залізної доби, який виникли після розпаду Хеттської імперії близько 1180 р. до н. е. та існували приблизно до 700 року до нашої ери. Термін «новохеттські» іноді обмежують лувійськомовними царствами, такими як Мелід (Малатья) і Каркемиш, хоча в більш широкому сенсі більш широкій культурний термін «Сиро-Хеттський» зараз застосовується до всіх утворень, які виникли в південно-центральній Анатолії після розпаду Хатти, таких як Табала і Куе, а також утворень північної та прибережної Сирії.
Урарту — стародавнє царство у Вірменії і північній Месопотамії, яке існувало від бл. 860 р. до н. е. до 585 р. до н. е. Царство Урарту знаходилось на гірському плато між Малою Азією, Іранським нагір'ям, Межиріччям і Кавказькими горами, пізніше відомому як Вірменське нагір'я, і концентрувалось довкола озера Ван (нині східна Туреччина). Назва відповідає біблійному Арарату.
Термін Нововавилонське царство належить до Вавилонії під владою 11-ї («Халдейської») династії, від повстання Набопаласара у 623 р. до н. е. до вторгнення Кіра Великого в 539 р. до н. е. (хоча останній правитель Вавилонії (Набонід) насправді був ассирійського міста Харран і не був Халдеєм), у тому числі царювання Навуходоносора ІІ. Протягом століть ассирійського панування, Вавилон користувалися особливим становищем і бунтував за найменшої ознаки того, що це не так. Однак, ассирійцям завжди вдавалося відновити вавилонську лояльність, чи то шляхом надання підвищених правами, чи то військом. Це змінилося зі смертю останнього сильного ассирійського правителя Ашшурбаніпала в 627 році до н. е. і Вавилон збунтувався під владою халдея Набопаласара. У союзі з мідійцями і скіфами, Ніневія була звільнена у 612 р., а Харан в 608 р. до н. е., і трон імперії був знову перенесений до Вавилона. Внаслідок цього мідійці контролювали більшу частину стародавнього Близького Сходу з їх бази в Екбатані (сучасний Хамадан, Іран), передусім Туреччину, Іран, Ірак та Південний Кавказ.
Після падіння Мідії, Імперія Ахеменідів стала першою з перських імперій, яка правила більшістю Близького Сходу і далеко за його межами, і другою великою іранською імперією (після Мідійської імперії). На піку своєї могутності, охоплюючи близько 7,5 млн квадратних кілометрів, Імперія Ахеменідів була територіально найбільшою імперією Античності і першою світовою імперією. Вона охопила три континенти (Європу, Азію, Африку), в тому числі, поряд зі своєю основною частиною в сучасному Ірані, розташовувалась на території сучасних Іраку, на Кавказі (Вірменія, Грузія, Азербайджан, Дагестан, Абхазія), у Малій Азії (Туреччина), Фракії, Болгарії, Греції, багатьох чорноморських прибережних районах, на півночі Саудівської Аравії, Йорданії, Ізраїлю, Лівану, Сирії, Афганістану, Центральної Азії, частині Пакистану, і всіх значних населених пунктів Стародавнього Єгипту і аж до Лівії на заході. У західній історії вона відзначається як ворог грецьких міст-держав у греко-перських війнах, за визволення ізраїльтян з Вавилонського полону, і за прийняття арамейської як офіційної мови імперії.

## Релігії
На стародавні цивілізації Близького Сходу глибоко впливали їх духовні вірування, які, як правило, не розрізняли між небом і землею. Вони вірили, що божественна дія впливає на усі земні справи, а також вірили у ворожіння (здатність передбачати майбутнє). Знамення так само часто записувались у Стародавньому Єгипті і Месопотамії, як і записи великих подій.

## Подальше читання
- Fletcher, Banister; Cruickshank, Dan, Sir Banister Fletcher's a History of Architecture, Architectural Press, 20th edition, 1996 (first published 1896). ISBN 0-7506-2267-9. Cf. Part One, Chapter 4.
- William W. Hallo & William Kelly Simpson, The Ancient Near East: A History, Holt Rinehart and Winston Publishers, 2nd edition, 1997. ISBN 0-15-503819-2.
- Jack Sasson, The Civilizations of the Ancient Near East, New York, 1995
- Marc Van de Mieroop, History of the Ancient Near East: Ca. 3000-323 B.C., Blackwell Publishers, 2nd edition, 2006 (first published 2003). ISBN 1-4051-4911-6.
- Pittman, Holly (1984). Art of the Bronze Age: southeastern Iran, western Central Asia, and the Indus Valley. New York: The Metropolitan Museum of Art. ISBN 9780870993657.